# Johannes Aavik
Johannes Aavik (Randvere, 8 december 1880 – Stockholm, 18 maart 1973) was een Estisch taalkundige, die invloed heeft gehad op de Estische taal. Meer dan 30 woorden in de Estische taal waren door hem bedacht.

## Levensloop
Aavik werd geboren in Randvere op het eiland Saaremaa. In 1902 begon hij oude talen te studeren aan de Universiteit van Tartu, hij moest zijn studie om financiele redenen na een jaar al stoppen. Tussen 1903 en 1905 studeerde hij twee jaar aan de universiteit van Nizjyn. Vanaf 1906 studeerde hij aan de Universiteit van Helsinki waar hij in 1910 afstudeerde in de Filogie. Hij was ook een lid van de Noor-Eesti-beweging en publiceerde in 1909 de novelle Ruth onder de pseudoniem J. Randvere. Vanaf 1912 schreef hij verschillende essays over hoe de Estische taal gemoderniseerd kon worden, hij nam hierbij een voorbeeld aan het Fins. Van 1926 tot 1933 was hij docent Estisch op de Universiteit van Tartu. Vanaf 1934 werkte hij als hoofdschoolinspecteur namens het ministerie van onderwijs. Tijdens de Sovjet-invasie aan het eind van de Tweede Wereldoorlog vluchtte hij naar Stockholm waar hij tot zijn dood zou wonen. Hij ligt begraven in de Skogskyrkogården-begraafplaats.

## Nalatenschap

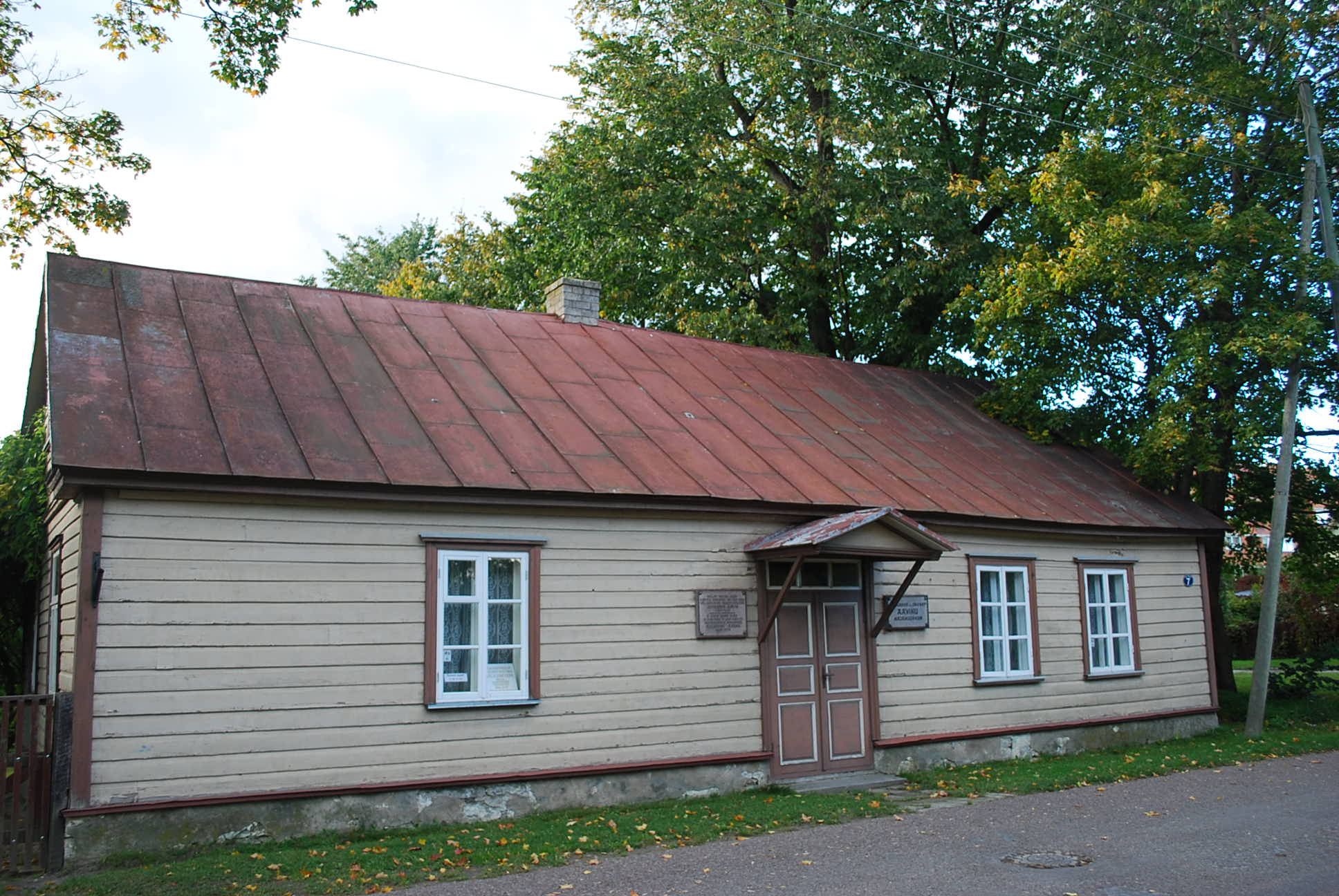
Aavik huismuseum in Kuressaare

Op 26 september 1992 werd de Johannes Aaviku Selts (vertaald: Johannes Aavik-vereniging) opgericht. De vereniging houdt zich bezig met onderzoek naar de Estische taal.
Aaviks ouderlijk huis in Kuressaare is sinds 1992 een museum, gewijd aan de taalkundige en zijn neef Joosep Aavik.
- Bibsys: 2031479
- Bibliothèque nationale de France: cb124986802 (data)
- Gemeinsame Normdatei: 124317332
- International Standard Name Identifier: 0000 0000 5511 5105
- Library of Congress Control Number: no89012596
- Nationale Bibliotheek van Letland: 000323457
- Nationale Bibliotheek van Tsjechië: ja20020080218
- Nederlandse Thesaurus van Auteursnamen: 069490961
- LIBRIS: 232660
- Système universitaire de documentation: 034206515
- Virtual International Authority File: 44403056
- WorldCat: E39PBJqbptDypkWgmcMRkYBkjC